# Giải Robert Koch
Giải Robert Koch (tiếng Đức: Robert-Koch-Preis) là một trong các giải thưởng y học quốc tế uy tín nhất của Đức dành cho những công trình nghiên cứu xuất sắc trong lãnh vực Y sinh học trên khắp thế giới, đặc biệt là nghiên cứu cơ bản về vi sinh học, miễn dịch học và những bệnh nguy hiểm như bệnh ung thư các loại. 

## Lịch sử
Giải này được Quỹ Robert Koch thiết lập năm 1960 và được đặt theo tên Robert Koch (1843-1910) – nhà khoa học Đức đã tìm ra trực khuẩn bệnh than (1877), trực khuẩn lao (1882) và vi khuẩn bệnh tả (1883) - và được coi là cha đẻ của vi sinh học. Khoản tiền thưởng của giải này hiện nay là 100.000 euro - một trong các giải có khoản tiền thưởng lớn nhất ở Đức.
Ngoài "Giải Robert Koch", Quỹ Robert Koch cũng trao một Huy chương Robert Koch bằng vàng cho những thành tựu nghiên cứu y học suốt đời và "Giải cho nghiên cứu sau tiến sĩ" dành cho các nhà nghiên cứu trẻ xuất sắc.

## Những người đoạt giải
- 1960: Hugo Braun, René Dubos, Toshiaki Ebina, Ludwig Heilmeyer, Franz Redeker và Josef Tomcsik
- 1961: Không trao giải
- 1962: Không trao giải
- 1963: John Franklin Enders, Albert Sabin, Jonas Salk và Tomizo Yoshida
- 1964: Không trao giải
- 1965: Gertrud Meißner
- 1966: Karl Bartmann
- 1967: Không trao giải
- 1968: Arthur Brockhaus và Hans-Werner Schlipköter
- 1969: Không trao giải
- 1970: William M. Hutchison và Jørgen C. Siim
- 1971: Gertrude Henle và Werner Henle
- 1972: Lubertus Berrens và Alain L. de Weck
- 1973: Jean Lindenmann và Hans Gerhard Schwick
- 1974: Norbert Hilschmann
- 1975: Harald zur Hausen và Heinz-Günter Wittmann
- 1976: Richard A. Finkelstein và Mark H. Richmond
- 1977: Jean Dausset và Jon van Rood
- 1978: Albrecht Kleinschmidt và Heinz Ludwig Sänger
- 1979: Ruth Arnon và Peter Starlinger
- 1980: César Milstein và Lewis W. Wannamaker
- 1981: Robert M. Chanock và Lars Å. Hanson
- 1982: Raymond L. Erikson và Franz Oesch
- 1983: Werner Goebel và Robert Allan Weinberg
- 1984: Walter Doerfler và Stuart F. Schlossman
- 1985: Stefania Jabłońska và Gérard Orth
- 1986: Tonegawa Susumu
- 1987: Mario Rizzetto, Rudolf Rott và John J. Skehel
- 1988: Donald Metcalf
- 1989: Irun R. Cohen và Alex J. van der Eb
- 1990: Lloyd J. Old
- 1991: Walter Fiers và Tadatsugu Taniguchi
- 1992: Kary B. Mullis
- 1993: Hans-Georg Rammensee, Daniel W. Bradley và Michael Houghton
- 1994: Volkmar Braun và Manuel Elkin Patarroyo
- 1995: Shigekazu Nagata và Peter H. Krammer
- 1996: Georg Friedrich Melchers và Klaus Rajewsky
- 1997: Philippe J. Sansonetti
- 1998: Yuan Chang và Patrick S. Moore
- 1999: Ralph M. Steinman
- 2000: Stanley Falkow
- 2001: Axel Ullrich
- 2002: Rudolf Jaenisch
- 2003: Adriano Aguzzi
- 2004: Jules Hoffmann, Bruce Beutler và Shizuo Akira
- 2005: Brian Druker
- 2006: Peter Palese và Yoshihiro Kawaoka
- 2007: Pascale Cossart
- 2008: Hans Robert Schöler, Irving Weissman và Yamanaka Shin'ya
- 2009: Carl F. Nathan
- 2010: Max Dale Cooper
- 2011: Jorge Galán
- 2012: Tasuku Honjo
- 2013: Jeffrey I. Gordon
- 2014 Jean-Laurent Casanova (Hoa Kỳ), Alain Fischer (Pháp)